# Els ballarins
Els Ballarins (anglès: The Adventure of the Dancing Men) és una història de Sherlock Holmes escrita per Sir Arthur Conan Doyle com una de les 13 històries del cicle publicat com El retorn de Sherlock Holmes el 1905. Es va publicar per primera vegada a The Strand Magazine al Regne Unit el desembre de 1903, i a Collier's als Estats Units el 5 de desembre de 1903.
Doyle va classificar "The Adventure of the Dancing Men" en tercer lloc a la seva llista de les seves dotze històries preferides de Holmes. Aquesta és una de les dues històries curtes de Sherlock Holmes on el client d'Holmes mor després de buscar la seva ajuda. La solució de Holmes a l'enigma dels ballarins es basa en un raonament que s'assembla molt al de Legrand a "The Gold Bug" de Poe.
El títol original era simplement "The Dancing Men", quan es va publicar com a relat breu a The Strand Magazine el desembre de 1903.

## Trama
La història comença quan Hilton Cubitt de Ridling Thorpe Manor a Norfolk visita Sherlock Holmes i li dona un tros de paper amb la següent misteriosa seqüència de figures de pal.
Cubitt explica a Holmes i al doctor Watson que recentment s'ha casat amb una dona americana anomenada Elsie Patrick. Abans del casament, havia demanat al seu futur marit que no li preguntés mai pel seu passat, ja que havia tingut unes "associacions molt desagradables" a la seva vida, tot i que va dir que no hi havia res que li fes vergonya personalment. El seu matrimoni havia estat feliç fins que van començar a arribar els missatges, primer enviats per correu des dels Estats Units i després apareixent al jardí.
Els missatges havien fet molta por a Elsie, però no va explicar els motius de la seva por, i Cubitt va insistir a complir la seva promesa de no preguntar sobre la vida d'Elsie als Estats Units. Holmes examina totes les ocurrències de les figures que ballen i li proporcionen una pista important: s'adona que formen un xifrat de substitució i descobreix el codi mitjançant l'anàlisi de freqüència. L'últim dels missatges fa que Holmes tingui por que els Cubitt estiguin en perill immediat.
Holmes es dirigeix a Riding Thorpe Manor i troba en Cubitt mort d'una bala al cor i la seva dona greument ferida per un tret al cap. L'inspector Martin de la policia de Norfolk creu que es tracta d'un intent d'assassinat-suïcidi; Elsie és la principal sospitosa. Però Holmes, després d'observar algunes inconsistències en aquesta teoria, demostra que hi ha una tercera persona implicada.
Holmes escriu un missatge, en personatges de figures ballant, i el fa lliurar a un hoste d'una granja propera. Mentre espera el resultat d'aquest missatge, Holmes explica a Watson i a l'inspector Martin com va trencar el codi de les figures que ballaven. L'últim missatge, que va fer que Holmes i Watson s'apressessin a Norfolk, deia "ELSIE PREPARA'T PER TROBAR-SE AL TEU DÉU".

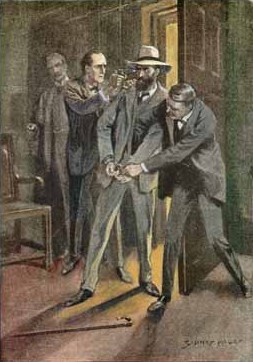
Slaney és arrestat, il·lustració de 1903 de Sidney Paget

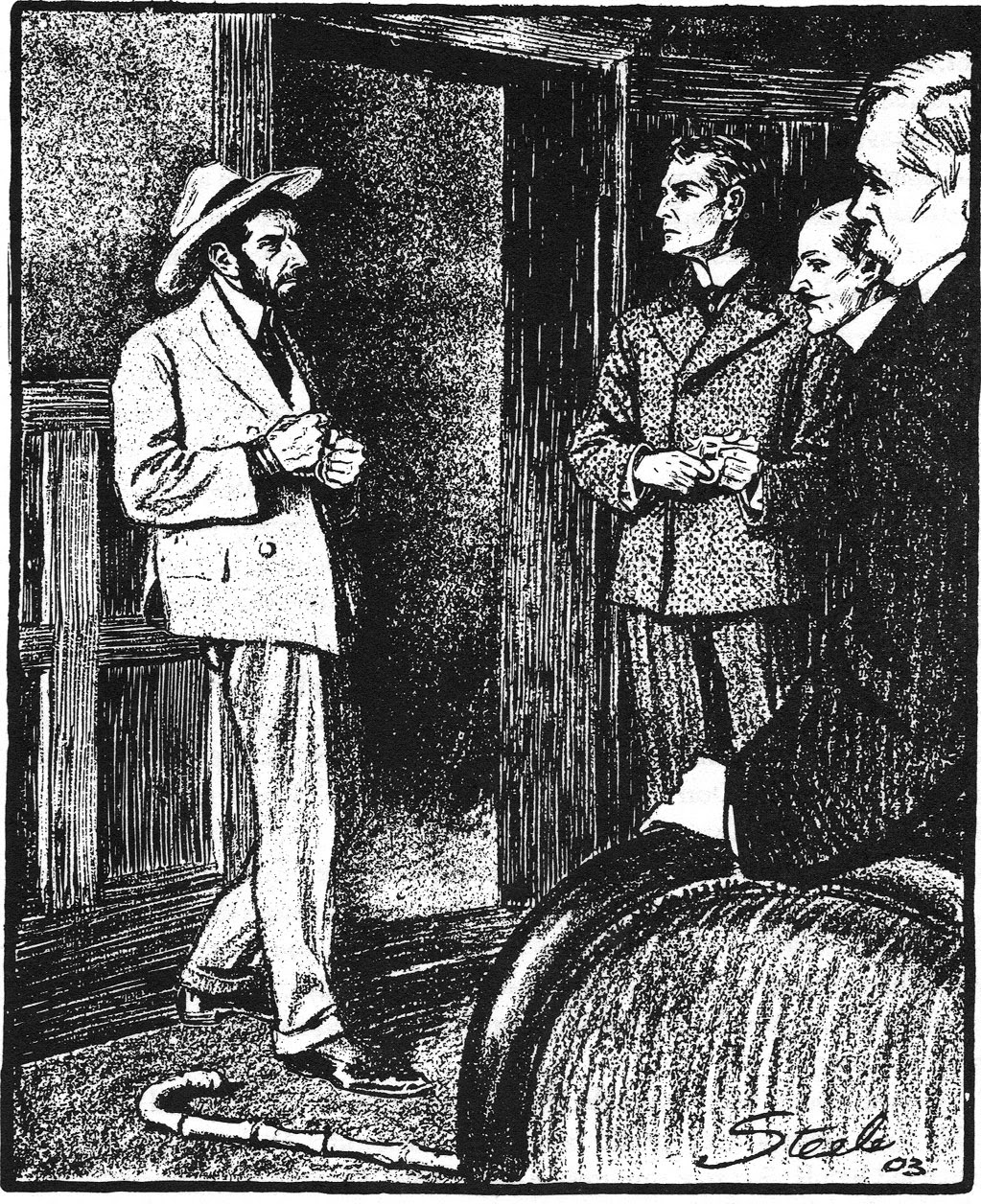
Il·lustració de 1903 de Frederic Dorr Steele a Collier's

L'hoste, Abe Slaney, un altre nord-americà, sense saber que Elsie està greument ferida, arriba a la mansió Ridling Thorpe i és capturat mentre entra per la porta. Holmes havia enviat a buscar en Slaney fent servir els ballarins, sabent que Slaney creuria que el missatge era d'Elsie. Slaney revela que s'havia compromès amb Elsie, la filla del cap del crim de Chicago per a qui treballa Slaney, i que ella havia fugit per escapar de la seva antiga vida. Slaney havia vingut a Anglaterra per recuperar-la. Quan Slaney i Elsie parlaven per una finestra, Cubitt havia aparegut i es van intercanviar trets; Cubitt va ser assassinat i Slaney havia fugit. Pel que sembla, Elsie després es va disparar. Slaney és arrestat i condemnat a la forca, però la seva condemna es redueix a la servitud penal perquè Cubitt havia fet el primer tret. Elsie es recupera de les seves ferides i es passa la vida ajudant els pobres i administrant els béns del seu difunt marit.

## Historial de publicacions
La història es va publicar al Regne Unit a The Strand Magazine el desembre de 1903, i als Estats Units a Collier's el 5 de desembre de 1903. Va ser publicada amb set il·lustracions de Sidney Paget a the Strand, i amb sis il·lustracions de Frederic Dorr Steele a Collier's. Va ser inclòs a la col·lecció de contes El retorn de Sherlock Holmes, que es va publicar als Estats Units el febrer de 1905 i al Regne Unit el març de 1905.

## Xifrat de substitució
La misteriosa seqüència dels homes de pal és un simple xifrat de substitució; és a dir, cada ninot representa una lletra determinada de l'alfabet.
El cinquè i el missatge esmentats anteriorment que es descodifiquen com a "ELSIE PREPARE TO MEET THY GOD" ("ELSIE PREPARA-TE PER CONSULTAR EL TEU DÉU") té aquest aspecte:

Observeu com repeteix el primer ninot a la 5a, 8a i 12a posició: representa la "e" dues vegades present a les paraules "Elsie" i "prepare". La segona i quarta vegada que l'home de pal porta una bandera; això denota el final d'una paraula - ambdues paraules acaben amb una "e".

## Adaptacions

### Cinema i televisió
Eille Norwood va interpretar a Holmes en un curtmetratge de 1923 adaptat de la història com a part de la sèrie de pel·lícules Stoll.
La pel·lícula de 1943 Sherlock Holmes and the Secret Weapon, protagonitzada per Basil Rathbone com Holmes, s'acredita com una adaptació de "The Dancing Men", però l'únic element de la història de Doyle que s'utilitza és el codi d'homes ballarins. La trama implica Holmes i el professor Moriarty, en un entorn de la Segona Guerra Mundial, corrents per trobar les peces d'una nova mira de bomba.
"The Dancing Men" va ser adaptat per al segon episodi de la segona temporada de la sèrie de televisió de 1965–68 Sherlock Holmes protagonitzada per Peter Cushing com Holmes.
"The Dancing Men" va ser adaptat per al segon episodi de la sèrie de televisió de 1984 The Adventures of Sherlock Holmes protagonitzada per Jeremy Brett. En aquesta adaptació, la ubicació de Ridling Thorpe Manor es trasllada de Norfolk a Derbyshire
"The Dancing Men" va inspirar l'onzè episodi de la sèrie de televisió animada de 1999 Sherlock Holmes in the 22nd Century.
- "The Adventure of Henry Baskerville and a Dog", un episodi de la sèrie de televisió de titelles de la NHK Sherlock Holmes està basat en Hound of the Baskerville i "The Dancing Men". En ell, Holmes desxifra el codi trobat a l'escola paral·lelament a la investigació de la figura real de "Monster Dog".

A la sèrie de televisió de la BBC Sherlock:
- "The Dancing Men" va inspirar el segon episodi de la sèrie 1, titulat "The Blind Banker", on els xifres són una característica destacada.
- El cas "The Dancing Men" es mostra directament al final del tercer i últim episodi de la sèrie 4, titulat "The Final Problem", on es mostra el xifrat idèntic "AM HERE ABE SLANEY".

A la pel·lícula del 2018 Batman: Gotham by Gaslight, Bruce, mentre es prepara per escapar de la presó, treu de contraban una nota escrita al codi Dancing Men. Tot i que conté errors, sembla ser un missatge legítim demanant a Alfred que prepari el seu equip i transport.

### Ràdio
Una adaptació radiofònica es va emetre com a episodi de la sèrie de ràdio nord-americana The Adventures of Sherlock Holmes. L'episodi va ser adaptat per Edith Meiser i es va emetre el 20 d'abril de 1931, amb Richard Gordon com Sherlock Holmes i Leigh Lovell com el Dr. Watson. Un remake del guió es va emetre el 9 de maig de 1936 (amb Gordon com a Holmes i Harry West com a Watson).
Edith Meiser també va adaptar la història com a episodi de la sèrie de ràdio nord-americana The New Adventures of Sherlock Holmes, amb Basil Rathbone com a Holmes i Nigel Bruce com a Watson, que es va emetre l'1 de desembre de 1940.
Michael Hardwick va adaptar la història com una adaptació de ràdio que es va emetre a BBC Radio 2 el juny de 1969 com a part de la sèrie de ràdio 1952-1969 protagonitzada per Carleton Hobbs com Holmes i Norman Shelley com Watson, amb John Bentley com Abe Slaney.
"The Dancing Men" va ser dramatitzat per a BBC Radio 4 el 1993 per Bert Coules com a part de la sèrie de ràdio 1989–1998 protagonitzada per Clive Merrison com Holmes i Michael Williams com Watson. Va comptar amb Peter Tuddenham com a inspector Martin i Christopher Good com Hilton Cubitt.
La història va ser adaptada com a episodi de 2007 de The Classic Adventures of Sherlock Holmes, una sèrie del programa de ràdio nord-americà Imagination Theatre, protagonitzada per John Patrick Lowrie com Holmes i Lawrence Albert com Watson, amb Stephan Weyte com Hilton Cubitt i Frank Buxton com l'inspector Martin.